# Bingourou Kamara
Bingourou Kamara (Longjumeau, 21 ottobre 1996) è un calciatore francese naturalizzato senegalese di origini mauritane, portiere del Lorient.

## Carriera

### Club

#### Tours
Cresciuto nel Sainte-Geneviève e nel Brétigny, nel 2012 approda nel settore giovanile del Tours. Nel 2014 vince il torneo giovanile, parando due calci di rigore nella finale contro l'Évian TG. Nella stagione successiva è aggregato alla prima squadra come terzo portiere. Il 31 ottobre debutta titolare in Ligue 2 nella sconfitta 2-1 a Laval. Il 3 gennaio 2015 esordisce in Coupe de France nella vittoria sul campo del Le Mans (3-1) nei trentaduesimi di finale. Disputa anche il turno successivo, perdendo contro il Saint-Étienne (3-5) ai tempi supplementari.
Gioca titolare nella stagione 2015-2016, mentre in quella successiva parte come riserva di Westberg e ritorna titolare a partire da novembre. Il 9 agosto 2016 raccoglie la prima presenza in Coupe de la Ligue nella sconfitta di Orléans (1-0).

#### Strasburgo
Il 13 luglio 2017 è acquistato dallo Strasburgo, formazione neopromossa in Ligue 1. Con gli alsaziani firma un contratto di quattro anni. Il 5 agosto seguente fa il suo esordio nel massimo campionato, a 20 anni e 288 giorni, rimediando una sconfitta (0-4) sul campo dell'Olympique Lione. Titolare per quasi tutta la prima parte di stagione, cede il posto a Alexandre Oukidja e chiude con 19 presenze la sua prima stagione in Ligue 1.
Nella stagione 2018-2019 è riserva del nuovo portiere, il belga Matz Sels. Si ritaglia il suo spazio nelle coppe, dove lo Strasburgo è protagonista di una straordinaria impresa che lo porta a vincere la terza Coppa di Lega della sua storia. Nella finale, giocata a Lilla contro il Guingamp, para due calci di rigore a Mendy e Rodelin, venendo eletto migliore in campo.

### Nazionale
Nel 2015 fa parte del gruppo della Francia Under-19 che arriva seconda all'Europeo di categoria in Grecia.
Il 1º settembre 2017 esordisce con la selezione Under-21 nell'amichevole pareggiata 1-1 contro i pari età del Cile. Il 5 settembre scende in campo nella gara di qualificazione agli Europei 2019, vinta 4-1 contro il Kazakistan a Le Mans.

## Statistiche

### Presenze e reti nei club
Statistiche aggiornate al 1º gennaio 2022.
| Stagione          | Squadra           | Campionato        | Campionato | Campionato | Coppe nazionali | Coppe nazionali | Coppe nazionali | Coppe continentali | Coppe continentali | Coppe continentali | Altre coppe | Altre coppe | Altre coppe | Totale | Totale |
| Stagione          | Squadra           | Comp              | Pres       | Reti       | Comp            | Pres            | Reti            | Comp               | Pres               | Reti               | Comp        | Pres        | Reti        | Pres   | Reti   |
| ----------------- | ----------------- | ----------------- | ---------- | ---------- | --------------- | --------------- | --------------- | ------------------ | ------------------ | ------------------ | ----------- | ----------- | ----------- | ------ | ------ |
| 2014-2015         | Tours             | L2                | 26         | -35        | CF+CdL          | 2+0             | -6              | -                  | -                  | -                  | -           | -           | -           | 28     | -41    |
| 2015-2016         | Tours             | L2                | 30         | -34        | CF+CdL          | 0               | 0               | -                  | -                  | -                  | -           | -           | -           | 30     | -34    |
| 2016-2017         | Tours             | L2                | 25         | -35        | CF+CdL          | 0+1             | -1              | -                  | -                  | -                  | -           | -           | -           | 26     | -36    |
| Totale Tours      | Totale Tours      | Totale Tours      | 81         | -104       |                 | 3               | -7              |                    | -                  | -                  |             | -           | -           | 84     | -111   |
| 2017-2018         | Strasburgo        | L1                | 19         | -32        | CF+CdL          | 2+0             | -2              | -                  | -                  | -                  | -           | -           | -           | 21     | -34    |
| 2018-2019         | Strasburgo        | L1                | 0          | 0          | CF+CdL          | 1+5             | -4              | -                  | -                  | -                  | -           | -           | -           | 6      | -4     |
| 2019-2020         | Strasburgo        | L1                | 0          | 0          | CF+CdL          | 1+2             | -3+0            | UEL                | 1                  | 0                  | -           | -           | -           | 4      | -3     |
| 2020-2021         | Strasburgo        | L1                | 8          | -14        | CF+CdL          | 0+1             | 0+-2            | -                  | -                  | -                  | -           | -           | -           | 9      | -16    |
| 2021-gen.2022     | Strasburgo        | L1                | 0          | 0          | CF+CdL          | 0               | 0               | -                  | -                  | -                  | -           | -           | -           | 0      | 0      |
| Totale Strasburgo | Totale Strasburgo | Totale Strasburgo | 27         | -46        |                 | 12              | -10             |                    | 1                  | 0                  |             | -           | -           | 40     | -57    |
| gen.-giu.2022     | Charleroi         | PL                | 0          | 0          | CB              | 0               | 0               | -                  | -                  | -                  | -           | -           | -           | 0      | 0      |
| Totale carriera   | Totale carriera   | Totale carriera   | 108        | -150       |                 | 15              | -17             |                    | 1                  | 0                  |             | -           | -           | 124    | -168   |

### Cronologia presenze e reti in nazionale
| Cronologia completa delle presenze e delle reti in nazionale ― Senegal | Cronologia completa delle presenze e delle reti in nazionale ― Senegal | Cronologia completa delle presenze e delle reti in nazionale ― Senegal | Cronologia completa delle presenze e delle reti in nazionale ― Senegal | Cronologia completa delle presenze e delle reti in nazionale ― Senegal | Cronologia completa delle presenze e delle reti in nazionale ― Senegal | Cronologia completa delle presenze e delle reti in nazionale ― Senegal | Cronologia completa delle presenze e delle reti in nazionale ― Senegal |
| Data                                                                   | Città                                                                  | In casa                                                                | Risultato                                                              | Ospiti                                                                 | Competizione                                                           | Reti                                                                   | Note                                                                   |
| ---------------------------------------------------------------------- | ---------------------------------------------------------------------- | ---------------------------------------------------------------------- | ---------------------------------------------------------------------- | ---------------------------------------------------------------------- | ---------------------------------------------------------------------- | ---------------------------------------------------------------------- | ---------------------------------------------------------------------- |
| 9-10-2020                                                              | Rabat                                                                  | Marocco                                                                | 3 – 1                                                                  | Senegal                                                                | Amichevole                                                             | -3                                                                     |                                                                        |
| 26-3-2021                                                              | Brazzaville                                                            | Rep. del Congo                                                         | 0 – 0                                                                  | Senegal                                                                | Qual. Coppa d'Africa 2021                                              | -                                                                      |                                                                        |
| Totale                                                                 |                                                                        | Presenze                                                               | 2                                                                      |                                                                        | Reti                                                                   | -3                                                                     |                                                                        |

| Cronologia completa delle presenze e delle reti in nazionale ― Francia under 21 | Cronologia completa delle presenze e delle reti in nazionale ― Francia under 21 | Cronologia completa delle presenze e delle reti in nazionale ― Francia under 21 | Cronologia completa delle presenze e delle reti in nazionale ― Francia under 21 | Cronologia completa delle presenze e delle reti in nazionale ― Francia under 21 | Cronologia completa delle presenze e delle reti in nazionale ― Francia under 21 | Cronologia completa delle presenze e delle reti in nazionale ― Francia under 21 | Cronologia completa delle presenze e delle reti in nazionale ― Francia under 21 |
| Data                                                                            | Città                                                                           | In casa                                                                         | Risultato                                                                       | Ospiti                                                                          | Competizione                                                                    | Reti                                                                            | Note                                                                            |
| ------------------------------------------------------------------------------- | ------------------------------------------------------------------------------- | ------------------------------------------------------------------------------- | ------------------------------------------------------------------------------- | ------------------------------------------------------------------------------- | ------------------------------------------------------------------------------- | ------------------------------------------------------------------------------- | ------------------------------------------------------------------------------- |
| 1-9-2017                                                                        | Laval                                                                           | Francia under 21                                                                | 1 – 1                                                                           | Cile under 21                                                                   | Amichevole                                                                      | -1                                                                              |                                                                                 |
| 5-9-2017                                                                        | Le Mans                                                                         | Francia under 21                                                                | 4 – 1                                                                           | Kazakistan under 21                                                             | Qual. Europeo Under-21 2019                                                     | -1                                                                              |                                                                                 |
| 5-10-2017                                                                       | Troyes                                                                          | Francia under 21                                                                | 2 – 1                                                                           | Montenegro under 21                                                             | Qual. Europeo Under-21 2019                                                     | -1                                                                              |                                                                                 |
| 9-10-2017                                                                       | Esch-sur-Alzette                                                                | Lussemburgo under 21                                                            | 2 – 3                                                                           | Francia under 21                                                                | Qual. Europeo Under-21 2019                                                     | -2                                                                              |                                                                                 |
| Totale                                                                          |                                                                                 | Presenze                                                                        | 4                                                                               |                                                                                 | Reti                                                                            | -5                                                                              |                                                                                 |

## Palmarès

### Competizioni nazionali
- Coppa di Lega francese: 1

Strasburgo: 2018-2019

### Individuale
- Miglior giocatore della Coupe de la Ligue: 1

2018-2019